# Château du Lude (Loiret)
Pour les articles homonymes, voir Château du Lude.
 (février 2013).
Le château du Lude est un château français situé à Jouy-le-Potier dans le département du Loiret et la région Centre-Val de Loire.
Il est inscrit au titre des Monuments historiques depuis 2002.

## Situation
Le château est situé dans le sud-ouest du département du Loiret, dans le canton de Cléry-Saint-André, sur le territoire de la commune de Jouy-le-Potier, au sud-ouest du centre-ville, à proximité de la route départementale 61, dans la région naturelle de la Sologne, sur le cours du Cosson, un affluent du Beuvron.

## Historique
Le site semble avoir été habité dès l'Antiquité. À l'époque gallo-romaine, une villa y est construite au milieu des marais sur pilotis de bois, le long de la voie romaine allant de Cenabum (Orléans) à Augustoritum (Limoges),.
Une fontaine datée du Ve siècle est consacrée à Sainte Corneille, anciennement dédiée à la divinité druidique de l'eau Cornelia, en complément du temple dédié à Jupiter situé à Jouy-le-Potier, qui ont été christianisés par l'évêque d'Orléans Saint-Aignan après accord du Pape Léon Ier. Pour la fontaine Sainte-Corneille, une martyre africaine fut confiée en dévotion à l'évêque par le Pape.
Un document de Charles Martel et Childéric III daté de 726 mentionne Le Lude en attribuant la grande Dixme de Chaumont au seigneur du Lude pour avoir défendu le village de Chaumont-sur-Tharonne contre les Sarrasins,.
À la fin du XIe siècle, le château du Lude appartient à la Maison de Beauvilliers qui fait agrandir le château fort en construisant le donjon au XIIe siècle.
Jodoin de Beauvilliers participe aux Croisades au XIIe siècle et le château est la propriété d'Herbert de Beauvilliers en 1115.
Vers 1320, Gédoin V de Beauvilliers épouse Marie d'Orléans (dite « la Bâtarde d’Orléans », fille naturelle de Charles de Valois, petite-fille de Philippe d'Orléans (1336-1375), duc d'Orléans, petite-fille du roi Philippe VI et descendante des ducs de Bourgogne ? : Les Beauvilliers, seigneurs du Lude, deviennent-ils alors cousins des rois de France ? ; Ou plutôt de la famille d'Orléans qui eut Rère, Montpipeau, Cléry : il est aussi dit que cette "Marie d'Orléans" pourrait appartenir à la Maison Payen d'Orléans et pourrait être la petite-fille de Payen II d'Orléans, seigneur d'Egri et de Cléry, et de Jeanne de Prunelé, tous deux inhumés à l'abbaye de Voisins à Saint-Aÿ, voisine des terres du Lude. Le mystère reste à éclaircir car rien ne certifie dans les archives historiques l'une ou l'autre version. Toutefois, Charles de Valois, le père de Philippe, avait épousé en secondes noces Catherine de Courtenay de la Maison capétienne de Courtenay et un Courtenay arrivera au Lude quelques décennies plus tard). 
Leur fils Robert de Beauvilliers (1322-1368) épousera Jeanne de Sancerre, dame de Saint-Brisson (1325-?), fille de Geoffroy de Saint-Brisson, seigneur de Thoury, membre de la Maison de Sancerre et Gouverneur de Blois, et de Jeanne de Mornay, dame de La Ferté-Nabert. 
Durant la Guerre de Cent Ans, en 1365, Du Guesclin et ses Grandes compagnies,, séjournent au château avant de rejoindre le roi de Castille. Leur présence sera cause de grands maux pour tous les environs.
En 1391, Pérenelle de Manchecourt, épouse de Jehan de Beauvilliers, est veuve et épouse en secondes noces, Jehan de Courtenay (Maison capétienne de Courtenay) qui gère Le Lude jusqu'en 1412 pour le compte de son beau-fils, Jehan de Beauvilliers dit Jehan le Camus.
En juin 1429, Jehan le Camus de Beauvilliers se bat et meurt au siège de Jargeau. Mort sans héritier, le château passe le 20 juin à sa sœur, Isabeau de La Rable.
À partir de 1467, tout en conservant le donjon médiéval, Jean de La Rable reconstruit intégralement le château dans un style de la première Renaissance : poterne d’entrée, logis avec escalier à vis dans une tour hors-œuvre, galerie « italienne » basse, chapelle, écuries et annexes. Du château du XIIe siècle, seul subsiste donc le donjon.
Le roi de France Louis XI entre 1465 et 1483 et Jean de Dunois viennent y chasser régulièrement, depuis leurs résidences voisines de Cléry-Saint-André et Beaugency. D'autant plus que les terres du Lude sont rattachés à l'apanage du Bâtard d'Orléans, seigneur de la Châtellenie de Beaugency et compagnon du roi Louis XI et de Jeanne d'Arc.
Pendant les Guerres de religion, Le Lude constitue une place forte de l’Armée Catholique. L’amiral Gaspard II de Coligny, chef du parti huguenot, y fait le siège du château en 1562 et 1563 et décide d’abattre le donjon, symbole de puissance de cette famille cousine des Valois. Le château est gravement endommagé,.
En 1654, le dernier descendant Beauvilliers du Lude, César de La Rable, vend le domaine qui est acheté par une famille orléanaise, les Egrot de La Borde, trésorier de France à Orléans. C'est la première vente du Lude.
Au cours de la Révolution de 1789, le pigeonnier, signe de la puissance économique du propriétaire, est abattu et les titres féodaux sont brûlés sur la place de Jouy-le-Potier.
En 1834, la deuxième vente du château a lieu. Il est acquis par la famille Gayot de Bastide, originaire du Limousin, dont les propriétaires actuels sont les descendants. Vers 1860, le donjon est totalement démoli mais les pierres bosselées du XIIe siècle sont réutilisées pour construire la grande chapelle, à usage de tous les habitants des environs pour qui il est plus proche de venir au Lude pour la messe dominicale que de se rendre dans les bourgs plus éloignés. Cette chapelle a une capacité d’environ 70 personnes ; un chapelain y réside jusqu’en 1914.
De 1893 à 1960, le château appartient à l'artiste Maurice Bastide du Lude. En 1905, il fait restaurer par l'architecte Léon Masson la ferme du pigeonnier dans le goût des fabriques du XVIIIe siècle, pour en faire son atelier d’artiste. Il y pratique la sculpture, la gravure et l’eau-forte. Entre-deux-guerres, il accueille régulièrement Jeanne Champillou dans son atelier, afin de la former à la gravure et lui faire bénéficier de sa presse.
Le parc paysager est classé en 1945 au titre de la loi du 2 mai 1930 relative à la protection des monuments naturels et des sites de caractère artistique, historique, scientifique, légendaire ou pittoresque.
Le château est inscrit à l'inventaire des Monuments historiques le 19 novembre 2002.

## Architecture
Après avoir franchi les douves par un pont-levis, on pénètre dans la cour d'honneur par une poterne qui fait face au logis principal avec sa tour d'escalier hors-d’œuvre. Organisé sur une motte polygonale, les bâtiments sont implantés en forme de « L », une aile basse rejoignant le corps de logis au châtelet d'entrée.
Pour la restauration du château, Maurice Bastide du Lude fait appel à l’architecte diocésain Henri Rapine, maître d'œuvre employé par son cousin Alexandre Legentil pour les projets autour de la Basilique du Sacré-Cœur de Montmartre. La campagne de travaux débute en 1896 avec la reconstitution d’un muret d’enceinte, la restauration des façades et des lucarnes dans le style de la Renaissance, et la gothicisation de la poterne ainsi que du pont-levis et de la façade ouest. Le château n’ayant plus son mur d’enceinte et donc se trouvant ouvert vers le Sud-Est, un parc est créé de ce côté par le paysagiste Georges Le Breton en 1896.
À proximité du château, se trouve la cour carrée des communs organisée autour d'un potager, où sont implantés l'orangerie, les écuries, le presbytère et le chenil datant des XVIIe, XVIIIe et XIXe siècles.

## Visite
Le parc du château est ouvert à la visite d'avril à septembre (de 12h à 18h).
Le pèlerinage lié au culte de Sainte Corneille, sainte patronne de la Sologne du Loiret, se déroule chaque année le dernier dimanche de juin dans le parc du château,.